# 新马街县
新馬街縣（越南语：／），一译“西马街县”，是越南老街省下辖的一个县。面积234.54平方千米，2009年总人口31323人。

## 地理
新马街县东北接中国；西接猛康县；南和东接北河县。

## 历史
2000年8月18日，北河县以本迷社、甘勾社、甘胡社、吕屯社、陇水社、曼屯社、难振社、难辛社、关辰振社、振豸社、新马街社、辛争社、滔诸坪社13社析置新马街县，县莅新马街社。
2020年2月11日，关辰振社、甘胡社、曼屯社合并为关胡屯社，吕屯社和陇水社合并为陇屯社，新马街社改制为新马街市镇。

## 行政区划
新马街县下辖1市镇9社，县莅新马街市镇。
- 新马街市镇（Thị trấn Si Ma Cai）
- 本迷社（Xã Bản Mế）
- 甘勾社（Xã Cán Cấu）
- 陇屯社（Xã Lùng Thẩn）
- 难振社（Xã Nàn Sán）
- 难辛社（Xã Nàn Xín）
- 关胡屯社（Xã Quan Hồ Thẩn）
- 振豸社（Xã Sán Chải）
- 辛争社（Xã Sín Chéng）
- 滔诸坪社（Xã Thào Chư Phìn）